# Patrick Sang
Patrick Sang (Kapsisiywa, 11 de abril de 1964) es un atleta keniano retirado.
Es el entrenador de Eliud Kipchoge.

## Palmarés internacional
Ganó tres medallas de plata en los 3000 metros obstáculos:
- Campeonato Mundial de Atletismo de 1991
- Juegos Olímpicos de Barcelona 1992
- Campeonato Mundial de Atletismo de 1993

Además ganó la medalla de oro en los Juegos Panafricanos de 1987 que se celebraron en Kenia.
Su marca personal de los 3000 obstáculos está en 8:03.41, que estableció en 1997.